# Гипертелоризм
Гипертелоризм (др.-греч. ὑπερ — чрезмерно, τῆλε — далеко, ὁρίζω — разделять) — ненормальное (увеличенное) расстояние между двумя парными органами. Обычно имеется в виду глазной гипертелоризм, для которого характерно увеличенное расстояние между внутренними углами глаз и зрачками. Это состояние необходимо отличать от телекантуса, при котором увеличено расстояние только между внутренними углами глазных щелей. Также характерными для этого состояния являются: увеличенная клиновидная кость, другие врождённые дефекты, возможно отставание умственного развития.
Как симптом гипертелоризм может встречаться при синдроме Эдвардса, синдроме Ди Джоржи, синдроме Аперта, синдроме Нунан, нейрофиброматозе, синдроме Вольфа — Хиршхорна, синдроме кошачьего крика, синдроме Лойса-Дитца, некоторых типах мукополисахаридоза (синдромы Гурлера и Моркио).
Обратное явление называется гипотелоризмом.